# レイトンハウス・90B
レイトンハウス・90B（Leyton House 90B）は、イギリスのレイトンハウスが1990年のフォーミュラ3000 (F3000) 用に設計・開発・製造されたフォーミュラカーである。1989年にレイトンハウスがマーチを買収し、コンストラクターとして「レイトンハウス」の名を付けた唯一のF3000マシン。
国際F3000選手権、全日本F3000選手権で使用された。